# Luigi Delneri
Luigi Delneri (nazwisko często pisane „Del Neri”, ur. 23 sierpnia 1950 w Akwilei) – włoski trener piłkarski i piłkarz.

## Kariera

### Piłkarz
Delneri w „poważnej” piłce zadebiutował już w wieku 16 lat w drużynie SPAL. Następnie grając w Novarze i US Foggia przeniósł się do Udinese Calcio, z którym wywalczył awans do Serie A – najwyższej ligi we Włoszech.
Kolejnymi jego klubami były: UC Sampdoria, Lanerossi Vicenza, AC Siena, Pro Gorizia, aż w końcu zakończył karierę w amatorskim zespole z Oderzo. Miał wtedy 35 lat.

### Trener
Po zakończeniu zawodniczej kariery w Oderzo, Luigi wziął się za szkolenie miejscowego zespołu. W 1996 roku trafił do grającej w Serie D drużyny z Gorycji. Rok później szkolił zawodników Partinicaudace, a następnie występujące w Serie C2: Teramo, Ravennę, Novarę i Nocerinę, z którą wywalczył awans do Serie C1.
Kolejnym klubem, który objął była Ternana Calcio. W ciągu dwóch sezonów zespół ten awansował z Serie C2 do Serie B. Po tym osiągnięciu został pozyskany przez grające w Serie A Empoli FC, jednak z pracą pożegnał się bardzo szybko – jeszcze przed startem sezonu. Wrócił więc do drużyny z Terni.
W 2000 podpisał kontrakt z Chievo Werona, grającym na zapleczu włoskiej ekstraklasy. Dzięki temu zespół ten całkowicie się odmienił, awansując do Serie A i po pierwszym sezonie w jednej z najlepszych lig świata do Pucharu UEFA.
Po tym sukcesie, w lecie 2004 roku objął obrońcę tytułu Ligi Mistrzów – FC Porto, jednak powtórzyła się historia z Empoli i Delneri bardzo szybko pożegnał się z pracą w Portugalii. Przez to powrócił do swojej ojczyzny. W październiku rozpoczął pracę w AS Romie, zastępując Rudiego Völlera. Jednak w trakcie sezonu, po serii porażek pożegnał się z pracą w Rzymie.
W 2005 roku przyjął propozycję US Palermo, w którym rozpoczął pracę, dzięki której zespół ten awansował do Pucharu UEFA. W kolejnym sezonie jego drużyna znakomicie rozpoczęła rozgrywki, pokonując między innymi: 3-2 Inter Mediolan i kwalifikując się do fazy grupowej Pucharu UEFA. Niestety potem coś poszło nie tak i drużyna stopniowo traciła dobrą pozycję w tabeli Serie A. W styczniu roku Delneri został zwolniony.
16 października 2006 Włoch powrócił do Chievo, zastępując Giuseppe Pillona. Pomimo dobrego początku, Delneri nie uratował swojej drużyny przed spadkiem do Serie B, przegrywając w ostatniej kolejce 0-2 z Catanią.
W czerwcu 2007 objął posadę szkoleniowca Atalanty BC, zaś 1 czerwca 2009 został trenerem Sampdorii. Zajął z nią 4. miejsce w tabeli Serie A zapewniające prawo startu w eliminacjach Ligi Mistrzów, a po zakończeniu rozgrywek opuścił klub. W sezonie 2010/2011 był trenerem Juventusu. 22 sierpnia 2010 zdobył z Juventusem pierwszy puchar Trofeo Berlusconiego wygrywając po karnych 5-4 z Milanem. 23 maja 2011 został zwolniony z funkcji trenera Juventusu.

### Statystyki
| Drużyna       | Od             | Do              | Wyniki | Wyniki | Wyniki | Wyniki | Wyniki  |
| Drużyna       | Od             | Do              | M      | Z      | R      | P      | % Zwyc. |
| ------------- | -------------- | --------------- | ------ | ------ | ------ | ------ | ------- |
| Chievo Werona | 1 lipca 2001   | 30 czerwca 2004 | 114    | 44     | 36     | 34     | 38.6    |
| AS Roma       | 1 lipca 2004   | 13 marca 2005   | 37     | 12     | 9      | 16     | 32.43   |
| UC Sampdoria  | 1 czerwca 2009 | 17 maja 2010    | 38     | 19     | 10     | 9      | 50.00   |
| Juventus F.C. | 19 maja 2010   | 23 maja 2011    | 35     | 13     | 14     | 8      | 37.14   |